# Friedrich Georg Ludwig von Grolman
Friedrich Georg Ludwig von Grolman (* 1. Januar 1726 in Magdeburg; † 11. August 1789 in Köslin) war ein preußischer Oberst, Kommandeur des Infanterieregiments „Billerbeck“ sowie Ritter des Ordens Pour le Mérite.

## Leben
Er war der Sohn von Georg Arnold von Grolman und dessen Ehefrau Johanna Gottvertrau, geborene von Eckart.
Grolman kam 1740 in das Füsilierregiment „Kenitz“ und nahm an allen Kriegen von Friedrich II. teil. Er kämpfte bei Prag, Kolin, Leuthen, Liegnitz, Reichenberg, Hochkirch sowie bei der Belagerung von Cosel, Prag, Olmütz, Breslau und Schweidnitz. Ferner nahm er an den Gefechten von Basdorf, Hohengiersdorf und Kolberg teil.
Am 5. Januar 1772 wurde er Major und wurde 1773 Kommandeur eines Grenadierregiments, das aus jeweils zwei Grenadierkompanien Nr. 39 und Nr. 24 zusammengestellt war. Mit dem Regiment nahm er als Teil der Armee des Prinzen Heinrich am Bayerischen Erbfolgekrieg teil. 1781 wurde er in das Infanterieregiment „Billerbeck“ versetzt und am 5. Juni 1781 zum Oberstleutnant befördert. Am 29. März 1783 wurde er zum Oberst befördert und erhielt dazu den Orden Pour le Mérite.

## Familie
Grolman heiratete Sophie Maximiliane von Schickfus (* 19. März 1736) aus Schlesien. Das Paar hatte zwei Söhne und fünf Töchter:
- Wilhelmine Sophie Elisabeth (* 8. Juli 1762; † 16. November 1842) ⚭ 1781 Karl Wilhelm von Sanitz († 1821), preußischer Generalleutnant
- Friedrich Heinrich Ludwig (* 27. April 1766; † 9. August 1820)

⚭ Henriette von Zimmermann
⚭ 1801 Henriette Ernestine von Boehn (* 28. Mai 1779; † 28. April 1853) aus dem Haus Kulsow
- Frederike Henriette Karoline (* 23. Mai 1763) ⚭  N.N. von Lützow, preußischer Major
- Juliane Charlotte Albertine (* 13. Mai 1770; † 11. Juli 1855) ⚭ N.N. von Ramin
- Luise Juliane Beate (* 29. Dezember 1779) ⚭ 1798 Ludwig Friedrich Karl Sichart von Sichartshoff († 10. Oktober 1816) auf Wendisch-Priebenow, Major a. D.
- Karl Ernst Leopold (* 1. April 1773; † 23. Januar 1829), Major a. D. ⚭ N.N. von Ramin
- Auguste Charlotte Caroline (* 21. März 1775) ⚭ Johann Arnold Erich von Oelffen († 7. Dezember 1820), Oberst und Ritter des Ordens Pour le Mérite